# Ius cogens
Ius cogens o, menos frecuentemente, jus cogens es una locución latina empleada en el ámbito del derecho internacional público para hacer referencia a aquellas normas de derecho imperativo o perentorio, esto es, que no admiten ni la exclusión ni la alteración de su contenido, de tal modo que cualquier acto que sea contrario al mismo será declarado como nulo (son las únicas normas que tienen una jerarquía superior a las otras). Con el ius cogens se pretende amparar los intereses colectivos fundamentales del grupo social, por lo que se explica que esta clase de normas se encuentren en una posición jerárquica superior con respecto al resto de disposiciones del ordenamiento. Se contraponen a las normas de derecho dispositivo (ius dispositivum).
Por su parte, en el artículo 53 de la Convención de Viena de 23 de mayo de 1969 sobre el Derecho de los Tratados, al mismo tiempo que declara la nulidad de cualquier tratado contrario a una norma imperativa, se codifica por vez primera la noción de ius cogens desde la perspectiva de la relación entre el Estado y la norma misma. Incluso en el artículo 64 del mismo cuerpo legal se vuelve a reafirmar el carácter supremo del derecho imperativo con respecto a la norma convencional. Si bien, en la norma convencional no se expresa un catálogo de normas de ius cogens, sino que esta determinación se deja a la práctica y a la jurisprudencia internacional.

Es nulo todo tratado que, en el momento de su celebración, esté en oposición con una norma imperativa de derecho internacional general. Para los efectos de la presente Convención, una norma imperativa de derecho internacional general es una norma aceptada y reconocida por la comunidad internacional de Estados en su conjunto como norma que no admite acuerdo en contrario y que solo puede ser modificada por una norma ulterior de derecho internacional general que tenga el mismo carácter.
Artículo 53.

Si surge una nueva norma imperativa de derecho internacional general, todo tratado existente que esté en oposición con esa norma se convertirá en nulo y terminará.
Artículo 64.

Incluso se ha llegado a hablar en algunas ocasiones de un ius cogens «reforzado» o de un «núcleo duro» del ius cogens, el cual contendría aquellas normas de derecho imperativo que protegen bienes jurídicos especialmente esenciales (la vida y los derechos humanos, por ejemplo).

## Naturaleza y características
Una norma de ius cogens se caracteriza por ser de obligado cumplimiento y no admitir acuerdo en contrario de los Estados. Esto la diferencia de la costumbre internacional, que tradicionalmente ha requerido del consentimiento de los Estados y permite su alteración mediante tratados. Por el contrario, no cabe que una norma contradiga a otra de ius cogens, salvo que también tenga esta naturaleza: en tal caso, la nueva norma reemplazará a la antigua. 
Por otra parte, las normas de derecho imperativo obligan frente a todos los Estados: esto es, generan obligaciones erga omnes. Normalmente se entiende que las normas de ius cogens son de derecho internacional general y que no existen normas imperativas regionales, aunque haya autores que sí lo entiendan así.
El reconocimiento de las normas de ius cogens implica aceptar cierta jerarquía entre las fuentes del derecho internacional, jerarquía inexistente en épocas anteriores. Las normas de ius cogens recogerían un consenso mínimo sobre valores fundamentales de la comunidad internacional que se impondrían sobre el consentimiento de los Estados individualmente considerados.

## Contenido
La doctrina discute cuáles serían las normas que pueden considerarse en la actualidad como normas de ius cogens, sin alcanzar un consenso. Hace poco, la Comisión de Derecho internacional, al tratar sobre estas normas en el trabajo "Fragmentación del derecho internacional", rehusó hacer una lista extensiva. Determinados organismos internacionales se han pronunciado al respecto, pero de manera fragmentada:
- En el asunto sobre la Licitud de la amenaza o el uso de las armas nucleares, la Corte Internacional de Justicia hizo referencia a "principios intransgredibles de derecho internacional", pero no usó expresamente el término ius cogens. Se refería a tres principios de derecho internacional humanitario, aplicable en caso de conflicto armado. En primer lugar, la prohibición de ataques contra civiles y el uso de armas que no distingan entre civiles y militares (principio de distinción). En segundo lugar, la prohibición del uso de armas que causen un daño mayor que el necesario para conseguir objetivos militares legítimos (principio de proporcionalidad). En tercer lugar, el trato de civiles y militares de acuerdo con principios de humanidad, en defecto de norma de derecho internacional humanitario que sea de aplicación (la llamada Cláusula Martens).
- El Comité de Derechos Humanos afirma expresamente que son normas de ius cogens (en inglés peremptory norms) la prohibición de la tortura y de la privación arbitraria de la vida (Observación general n.º 24), así como el derecho a unas garantías procesales mínimas, en especial el derecho a la presunción de inocencia (Observación general n.º 29).
- El artículo 2.6 de la Carta de San Francisco afirma que la Organización de las Naciones Unidas hará que todos los Estados, incluso los que no sean miembros de la Organización, cumplan los principios recogidos en el propio artículo 2, lo que podría entenderse como un principio de imperatividad. Lo mismo se ha afirmado de la noción de crímenes contra la humanidad.[2]
- Por su parte, la Corte Interamericana de Derechos Humanos ha señalado en su jurisprudencia constante, tanto contenciosa como consultiva, que varias normas de protección de los derechos fundamentales revisten del carácter de ius cogens, como el acceso a la justicia, llamado por esta Corte derecho al derecho.[3] La Comisión Interamericana de Derechos Humanos, en el caso Michael Domingues contra Estados Unidos, afirmó que existía una norma de ius cogens que prohibía aplicar la pena de muerte por delitos cometidos por menores de edad.
- El Tribunal Penal Internacional para la ex Yugoslavia incluyó entre estas normas, en el caso Furundžija, la prohibición de la tortura.

La doctrina internacionalista también ha argumentado a favor de la inclusión entre los principios ius cogens de determinadas normas, entre las que podrían mencionarse:
- La igualdad de derechos y libre determinación de los pueblos.[4][5]
- La prohibición del uso de la fuerza y la obligación de arreglar las controversias internacionales por medios pacíficos.[5]
- La igualdad soberana de los Estados y el principio de no intervención[5]
- Las normas básicas relativas a la protección de los derechos humanos[5]
- El deber de cumplir de buena fe las obligaciones.
- Normas muy básicas como el principio de pacta sunt servanda (lo pactado obliga), dado que sin ellas no cabría la existencia de ningún tratado internacional.

## Evolución histórica
La doctrina internacional relativa al ius cogens se ha desarrollado bajo la influencia de conceptos iusnaturalistas, basándose en el derecho natural o derecho de gentes la imperatividad de determinadas normas. En su obra Mare Liberum (1609), Hugo Grocio distinguió entre el Derecho de gentes primario, por un lado, que consideraba inmutable por derivarse del derecho natural; y el Derecho de gentes secundario, voluntario o positivo, por otro, que se derivaría de la voluntad de las naciones y sí sería susceptible de modificación. En el siglo XVIII, Emmerich de Vattel, uno de los autores considerados padres del derecho internacional, afirmó en su obra El derecho de gentes o Principios de la Ley natural (1758) que los Estados eran libres e independientes de los demás mientras no se sometieran a éstos voluntariamente, y que de la igualdad soberana se derivaba la facultad de los Estados para firmar tratados. No obstante, en esta época aún se afirmaba la existencia de un "derecho de gentes necesario", que se derivaba de la aplicación del derecho natural a las naciones y que éstas estaban obligadas a observar.
La progresiva positivización del derecho internacional, a través del tratado internacional y la costumbre, y el auge de las teorías iuspositivistas en general, potenció una concepción de la libertad contractual de los Estados sin apenas límites materiales. Es por eso que el resurgimiento del concepto de ius cogens se ha entendido como una crisis del positivismo jurídico y un relanzamiento de las teorías relativas al derecho natural. Las normas de ius cogens constituyen un límite, fundamentado en la idea de humanidad, a la idea de la omnipotencia de la voluntad estatal, basada en los conceptos de la teoría europea internacionalista que se consolidaron en el siglo XIX.